# Friedrich Ehrendorfer
Friedrich Ehrendorfer (26 de julio de 1927, Viena) es un botánico austríaco.

## Biografía
Estudia de 1945 a 1949 en la Universidad de Viena biología con un enfoque botánico y paleontológico. Obtiene su doctorado a los 22 años, y a los 28 es habilitado como docente. Con una beca Fulbright dirige una investigación en California. A partir de allí comenzó estudios de sistemática de síntesis, en combinación con Citogenética, Evolución y Filogenia en Europa. En 1965 es Profesor de la Universidad de Graz, y en 1970 pasa a la Universidad de Viena. Fue por muchos años miembro de la Junta Directiva del "Instituto de Botánica" y Director del Jardín Botánico de la Universidad de Viena, hasta su retiro en 1992. Y en 1995 es designado P. Emérito. Su esposa Luise Schratt, también es botánica.

## Investigaciones
Sus investigaciones han hecho foco en la cariología, evolución molecular y comparativa, y en Biosistemática; en un enfoque interdisciplinario.
Ehrendorfer trabajó con la sistemática de los géneros: Galium, Achillea, Knautia, Artemisia, Quercus, Festuca.
De 1971 a 1998 fue coeditor de „Strasburger - libro de Botánica para las Universidades, en las secciones Evolución y Sistemática, Simientes, y Geobotánica.
En la década de los 1960s inicia una recopilación de las floras de Europa. Así se publicaría como Liste der Gefäßpflanzen Mitteleuropas (Lista de Plantas Vasculares de Europa.
La „Österreichische Botanische Zeitschrift“ se integróa a la internacionalmente prestigiosa Revista „Plant Systematics & Evolution“.

## Honores

### Eponimia
Géneros
- Ehrendorferia Fukuhara & Lidén 1997 de la familia de Papaveraceae
- Ehrendorfiana de Cupressaceae[2][3]

### Premios y Membresías
- 1997: miembro de la Academia Nacional de Ciencias de Córdoba, Argentina; doctor honoris causa, Univ. Córdoba, Argentina 1994
- miembro de la Clase matemático-naturalista de la Academia Austríaca de Ciencias
- miembro honorario de Sociedad Botánica de Alemania
- miembro honorario de Sociedad de Sistemática Biológica (desde 2004)
- Miembro Extranjero Honorario de American Academy of Arts and Sciences, Cambridge, Mass.
- Miembro de Deutschen Akademie der Naturforscher Leopoldina de Halle (desde 1997)
- Miembro de Academia Europaea
- Miembro de Leopoldina[4]
- Miembro de la Academia de Ciencias de Georgia
- Miembro de la Academia Búlgara de Ciencias
- Miembro de la Academia Nacional de Ciencias de Córdoba, Argentina (desde 1997)
- Insignia de Oro por Contribuciones a Viena (2003)[5]

## Obra (selección)
- Coeditor: Strasburger - Libro de Texto de Botánica para universitarios. 30. bis 34

- ferdinand Starmühlner, friedrich Ehrendorfer (eds.) Historia Natural de Viena en cuatro vols. Jugend & Volk, Viena 1970-1974

- friedrich Ehrendorfer. 1989. Woody Plants - Evolution and Distribution Since the Tertiary. En: Proc.s of a Symposium Organized by Deutsche Akademie Der Naturforscher Leopoldina in Halle/Saale, German Democratic Republic, 9-11 de octubre de 1986. Volúmenes 161-164 de Plant systematics and evolution : Entwicklungsgeschichte und Systematik der Pflanzen. Ed. ilustrada de Springer, 329 pp. ISBN 3211821244

- --------------------------------, wilhelmina Rechinger. 2005. Rubiaceae. Volumen 176 de Flora Iranica. Editor Naturhistorisches Museum, 444 pp. ISBN 3902421088